# Pressefreiheit in Russland
Die Pressefreiheit in Russland ist formell durch die russische Verfassung garantiert. Dennoch gelten alle landesweiten Medien seit 2014 fast ohne Ausnahmen als regierungstreu und dementsprechend auch als gleichgeschaltet. Journalisten fallen wie Oppositionelle häufig Mordanschlägen zum Opfer. Im Jahr 2023 rangierte Russland auf Platz 164 von 180 des Index der Pressefreiheit von Reporter ohne Grenzen. Seit dem Beginn des russischen Angriffskrieges gegen die Ukraine „existiert in Russland praktisch keine Medienfreiheit mehr“. Im Februar 2025 verurteilte der Europäische Gerichtshof für Menschenrechte Russland wegen dessen systematischer Einschränkung der Meinungsfreiheit seit dem Beginn des Überfalls auf die Ukraine.

## Situation
Die Medien in Russland gelten seit Jahren als weitgehend gleichgeschaltet und „regierungsfreundlich“. Beobachter berichten von einer weitgehenden Selbstzensur vieler Medienmacher, die Themen aussparen, die eventuell kontrovers werden könnten. In regionalen Medien ist die Verflechtung von Regierung und Journalismus eher noch enger. Dieser Zensurfilter führt zu einem zusätzlichen Braindrain unter engagierten Journalisten. Kritischere Medien, wie die Stiftung für Korruptionsbekämpfung von Alexei Nawalny, werden als extremistisch eingestuft und verboten oder durch staatliche Behörden unter Druck gesetzt. So wurde die russischsprachige Internetzeitung Meduza Ende April 2021 vom russischen Justizministerium in ein Register „ausländischer Agenten“ eingetragen und muss seither jeden publizierten Inhalt mit dem Warnhinweis versehen, dass Meduza „die Funktion eines ausländischen Agenten ausübt“; durch die dadurch einbrechenden Werbeeinnahmen haben derartige Medien keine wirtschaftliche Grundlage und sind komplett auf das Engagement ihrer Leser angewiesen. Russische Journalisten, die über inländische Kundgebungen und Demonstrationen berichten, werden mitunter festgenommen. Wenn Journalisten schon als ausländische Agenten registriert sind, führt dies zu Strafverfahren.
Laut Reporter ohne Grenzen müssen Journalisten mit Gewalt oder gezielten Anschlägen rechnen, wenn sie kritisch über bestimmte politische Zusammenhänge und die Regierung berichten. Gewalttaten gegen Journalisten blieben meist straffrei. Alleine in den Jahren von 2000 bis 2009 wurden fünf Journalisten der Nowaja gaseta ermordet und weitere verletzt. Weitere in Russland getötete Journalisten sind in der Liste während der Berufsausübung getöteter Journalisten aufgeführt.
Im Juni 2017 gab es keinen landesweit ausstrahlenden Sender mehr, der staatsunabhängig war. Such-Empfehlungen von den Suchmaschinen Yandex und Google unterliegen in Russland Stand April 2021 den Vorgaben des russischen Staates. Internetseiten und Blogs von Regierungskritikern werden zum Teil ohne Hinweise komplett gelöscht.
Im Juli 2025 wurden in Russland all jene Internetrecherchen unter Geldstrafe gestellt, die Informationen zum Ziel haben, die Behörden als „extremistisch“ einstufen. Außerdem wurde Werbung für VPNs unter Strafe gestellt.

## Gesetzeslage und staatliche Aufsicht

### Gesetzeslage
Die russische Verfassung garantiert grundsätzlich eine Freiheit der Presse und die Meinungsfreiheit. In Kapitel 2, Artikel 29 ist die Freiheit der Meinung und des Wortes garantiert und somit auch die Medienfreiheit. Darin ist festgelegt, dass Propaganda und Agitation, die soziale, rassische, nationale und religiöse Feindschaft schürt, verboten ist. Eine Zensur ist verboten.
Russland unterzeichnete die UN-Menschenrechtskonvention, die in Artikel 19 das Recht jedes Menschen auf freie Meinungsäußerung einschließlich des Rechts, seine Meinung zu verbreiten und die Meinungen anderer zu hören, garantiert. Artikel 19 verbietet eine staatliche Zensur.
Für Medien gilt es weitere Gesetze zu beachten, die die Freiheit des Wortes einschränken. So sind Schimpfwörter verboten. In erster Instanz wurde die Radiostation Echo Moskwy 2018 dafür bestraft, auf ein Video mit einer solchen Aussage verlinkt zu haben, für das weder sie noch der Ersteller des Videos irgendeine Verantwortung trugen. Die – schwammig formulierte – Unterstützung von Extremismus ist ebenfalls strafbar. Die Definition, was als „extrem“ gilt, ist dabei den Behörden überlassen. (Präsident Putin hatte Extremismus auch als „gegen das Volk gerichtetes Denken“ formuliert). Der Vorwurf des Extremismus war auch dem Fernsehkanal Doschd zum Verhängnis geworden, weil die Staatsanwaltschaft eine Fragestellung einer Umfrage des Senders auf „Extremismus“ zu prüfen hatte. Die Prüfung ergab zwar, dass die Fragestellung nicht zur Schließung des Senders führen würde, allerdings war der Sender in der Zwischenzeit nicht mehr auf den Kabelnetzen empfangbar. Der Menschenrechtsrat des Präsidenten verlangte die Prüfung der Rechtmäßigkeit der Handlungen der Netzbetreiber, die mit der Entfernung des Senders aus dem Verteilernetz die Funktion von Zensoren ausübten.
Auch 'Terrorismusunterstützung' ist strafbar und damit für Medien in der Konsequenz auch jede Kritik am Vorgehen der Regierung gegen Terroristen.

### Roskomnadsor

Emblem von Roskomnadsor

Alle Medien in Russland unterstehen der Kontrolle des Föderalen Dienstes für die Aufsicht im Bereich der Kommunikation, Informationstechnologie und Massenkommunikation (russisch Федеральная служба по надзору в сфере связи, информационных технологий и массовых коммуникаций, kurz Роскомнадзор/Roskomnadsor). Die Behörde wurde knapp 20 Jahre nach der Gründung des Landes 2008 auf Initiative von Wladimir Putin geschaffen und hat ihren Dienstsitz in Moskau. Sie ist dem Ministerpräsidenten unterstellt. Sie ist für die Lizenzvergabe an Medien zuständig und beaufsichtigt die Massenmedien. Sie kann Internet-Seiten in Russland blockieren lassen.
Roskomnadsor führt eine automatisierte Datenbank mit persönlichen Daten der russischen Bürger. Damit ist es möglich, die Internetnutzung der Menschen in Russland nahezu komplett zu überwachen.

### Gesetz gegen „Falschaussagen über das russische Militär“
Am 24. Februar 2022 begannen russische Truppen auf Befehl von Staatspräsident Putin den Überfall Russlands auf die Ukraine. Acht Tage danach trat ein eilig vom Parlament verabschiedetes neues Gesetz gegen „Falschaussagen über das russische Militär“ in Kraft. Damit schränkt die russische Regierung bzw. die Medienaufsichtsbehörde Roskomnadsor die Presse- und Informationsfreiheit noch stärker als zuvor ein. Die wenigen noch freien Medien in Russland wurden teils geschlossen, die Berichterstattung verschiedener westlicher Medien wurde zwecks Folgeabklärungen kurzzeitig ausgesetzt. Internetverbindungen zu Websites ausländischer, westlicher Medien und zu Netzwerken wie Twitter und Facebook wurden eingeschränkt oder ganz abgeschaltet.
Auch auf den staatlichen Kanälen wurden diverse Sendungen ausgesetzt. Einige der betroffenen Journalisten äußerten sich kritisch auf sozialen Medien, einige schwiegen, andere vertraten die offizielle Position der Regierung; nicht einen Funken des Zweifels sei ihnen anzumerken, so Irina Jewgenjewna Petrowskaja, und diese Journalisten würden diejenigen denunzierend geradezu „hinzurichten“ versuchen, die ihr Berufsethos nicht aufgegeben hätten und noch objektiv berichteten. Ohne Ausnahmezustand sei die Zensur verfassungswidrig, so die Senatorin Ljudmila Narussowa.
Am 25. März 2022 unterzeichnete Putin ein Gesetz, das Haftstrafen von bis zu 15 Jahren und Geldbußen für die Veröffentlichung von angeblichen Falschinformationen über Auslandsaktionen des Staates Russland ermöglicht. Es droht Menschen, die »wissentlich falsche Informationen« über Maßnahmen russischer Regierungsbehörden »außerhalb des russischen Territoriums« verbreiten. In Fällen, in denen die »falsche Information« zu »ernsthaften Konsequenzen« führt, droht eine Höchststrafe von 15 Jahren Haft.
Dieses neue Gesetz erweitert das Anfang März verabschiedete Gesetz, das bis zu 15 Jahre Haft für die Verbreitung von angeblichen Falschnachrichten über die russische Armee ermöglicht (siehe oben).
Alexej Gorinow, ein Verordneter in einem Moskauer Bezirk, war der Erste, der wegen dieses Tatbestandes verurteilt wurde: er wurde zu sieben Jahren Lagerhaft verurteilt. Gorimow hatte sich in einer Sitzung Mitte März gegen Freizeitveranstaltungen in seinem Stadtviertel ausgesprochen, solange der Krieg andauere. Er hielt nach seiner Verurteilung im Juli 2022 eine Grundsatzrede.

## Geschichte
Während der Amtszeit Boris Jelzins 1991–1999 existierte eine Freiheit auch für Massenmedien. Präsident Wladimir Putin reduzierte die Freiheit für unabhängiges Fernsehen beginnend mit der kritischen Berichterstattung zum Zweiten Tschetschenienkrieg.
Auf längere Sicht bewertete Freedom House die Presse in Russland im Jahr 2002 noch als „teilweise frei“ (partly free), jedoch seither als „nicht frei“ (not free). Freedom House sah dabei einen generellen Abwärtstrend: Der Pressefreiheitsindex (press freedom score) sank kontinuierlich von 60 (2002) auf 83 (2015 und 2016, schlechtmöglichster Wert 100).
2008 zeichnete der sogenannte „Demokratiereport“ der Konrad-Adenauer-Stiftung ein düsteres Bild der Pressefreiheit in Russland.
Eine verschärfte Beschränkung der Presse in Russland setzte laut Reporter ohne Grenzen seit der Wahl Wladimir Putins zum russischen Präsidenten im Jahr 2000 ein. Seitdem habe der Kreml die landesweiten Fernsehsender weitgehend unter seine Kontrolle gebracht.

### Schaffung der Roskomnadsor ab 2007
Im März 2007 rief der damalige russische Präsident Wladimir Putin die nationale Behörde „Aufsichtsbehörde für Massenmedien, Kommunikation und den Schutz des kulturellen Erbes“ (Roskomnadsor) ins Leben.
2009 begann die Roskomnadsor eine Regelung umzusetzen, nach der sich ausländische Sender als örtliches Medium registrieren lassen müssen, selbst wenn sie aus dem Ausland senden. Dazu müssen die Medien eigens eine Firma mit einem russischen Partner in der Russischen Föderation registrieren lassen.
Im April des gleichen Jahres wurde ein neues Mediengesetz „Über die Garantien der Gleichheit der Parlamentsparteien hinsichtlich der Berichterstattung über ihre Aktivitäten durch die staatlichen TV-Sender und Radiosender“ verabschiedet. Das Gesetz garantiert jeder Parlamentspartei den gleichen Anteil an Sendezeit, um über ihre Aktivitäten in den in staatlichen Fernseh- und Radiosendern berichten zu können. Das Gesetz schreibt gar die Objektivität dieser Berichterstattung vor. Noch vor Verabschiedung dieses Gesetzes, während der Präsidentschaftswahl in Russland 2008, erhielten alle Präsidentschaftskandidaten die gleichen 21 Stunden an Sendezeit in den drei wichtigsten, staatlichen Fernsehsendern, um ihre Ansichten darzulegen und um miteinander zu debattieren.
2010 wurde das russische Mediengesetz dahingehend geändert, dass der Anteil ausländischer Unternehmen an Rundfunksendern in Russland auf 50 Prozent begrenzt war. Mitte Oktober 2014 wurde dieses Gesetz weiter verschärft: Der Anteil ausländischer Unternehmen an russischen Medien darf nun 20 Prozent nicht übersteigen. Das Gesetz gilt in seiner heute vorliegenden Fassung nicht nur für den Rundfunk, sondern ebenso für Print und Internetmedien. Nahezu alle nicht staatlichen Medien in Russland waren betroffen.

### Internetüberwachung und Abschalten von Sendern ab 2014
Seitdem wurden Internetgesetze verabschiedet, die es ermöglichen schnell und unbürokratische Sperren kritischer Websites durchzuführen. Kurz vor Beginn der Olympischen Spiele in Sotschi 2014 weitete Russland die Internetüberwachung weiter aus.
Dem unabhängigen Sender Doschd wurde von dem größten russischen Satelliten- und Kabelbetreiber Trikolor TV 2014 nach kritischer Berichterstattung über ein Nationaljubiläum die Lizenz entzogen. Trikolor TV folgte damit als Letzter dem staatlichen Telekommunikationsunternehmen Rostelekom sowie dem Telekommunikationsunternehmen Akado (Акадо) sowie dem Mobilfunkanbieter Beeline, die zuvor den TV-Sender aus ihrem Programmangebot gestrichen hatten. TV Doschd kann seitdem nur noch über das Internet und über einige regionale Anbieter in Russland empfangen werden. Von ursprünglich 17 Millionen Haushalten russlandweit erreicht der Kanal jetzt noch zwei Millionen. Die Macher des Senders sprachen von einer planmäßigen Vernichtung. Direktorin Sindejewa sagte: „Grund dafür ist unsere Unabhängigkeit. Uns kann man nicht anrufen und sagen: ‚Dein Chefredakteur hat dies oder jenes getan, willst du den nicht besser feuern? Wenn du das nicht machst dann.‘ Wir sind nun mal der einzige wirklich unabhängige private Fernsehkanal in Russland.“
Der US-Nachrichtensender CNN beendete seine Ausstrahlungen in Russland zum 31. Dezember 2014. Die Betreibergesellschaft des Senders, die Turner Broadcasting hatte eine Sondererlaubnis für eine Übergangszeit um sich als Firma in Russland registrieren zu lassen (siehe Gesetze von 2009).
Roman Anin, ein Investigativjournalist der Nowaja gaseta (eine der wenigen freien Zeitungen in Russland), der über Korruption in Russland berichtete, wurde im Frühjahr 2021 nach einer Hausdurchsuchung die Arbeitsmittel entzogen. Ein Journalist erhielt im Februar 2021 eine 25-tägige Haftstrafe wegen „Aufrufs zu einem nicht genehmigten Protest“, nachdem er einen Tweet geteilt hatte.
Der US-Sender Radio Free Europe (RFE) teilte am 5. März 2022 mit, seine Arbeit in Russland einzustellen. Gründe seien das neue Mediengesetz in Russland, ein von russischen Steuerbehörden eingeleitetes Insolvenzverfahren gegen die russische RFE-Niederlassung und erhöhter Druck der Polizei auf seine Journalisten.

### Zensur und Einschränkungen der Pressefreiheit seit dem russischen Überfall auf die Ukraine
Am 24. Februar 2022 begann Russland den Überfall auf die Ukraine und eskalierte damit den Ukrainekrieg. Kurz darauf erließ Präsident Wladimir Putin deutliche Verschärfungen des russischen Mediengesetzes, mit dem eine strafbewehrte Zensur umgesetzt wird. Es ist russischen Medien u. a. verboten, das Wort „Krieg“ für den Angriffskrieg des Landes zu verwenden. Der Sender Echo Moskwy wurde von den Behörden geschlossen, der TV-Sender Doschd stellte seine Ausstrahlung ein. Als Reaktion beendeten internationale Medien ihre Arbeit vorläufig, darunter CNN und BBC sowie ARD und ZDF. Durch umfangreiche Wirtschaftssanktionen sind der Flugverkehr und der Zahlungsverkehr zwischen Deutschland und Russland erheblich eingeschränkt. Ausländischen Journalisten erschwert dies die Arbeit in Russland und die Ausreise aus dem Land ebenfalls. Einige internationale Medien nahmen ihre Arbeit nach einigen Tagen aus Russland wieder auf, verzichteten aber fortan aus dem Land über seinen laufenden Krieg in der Ukraine zu berichten.
Am 24. Mai 2022 nahm die Duma in erster Lesung einen Gesetzesvorschlag zur leichteren Entziehung von Sendelizenzen ausländischer Medien an. Bei Verbreitung von Informationen, die „auf die Diskreditierung der russischen Streitkräfte abzielen oder mit der Einführung von Sanktionen gegen Russland in Verbindung stehen“, können Medien durch eine einfache Entscheidung der Staatsanwaltschaft verboten werden, wenn das Gesetz in Kraft tritt.
Der Gesetzentwurf soll nach drei Lesungen in der Duma und einer letzten Lesung im russischen Oberhaus verabschiedet werden.
Am 29. Juni 2022 verschärfte die russische Regierung ihr vielfach kritisiertes Gesetz zu ausländischen Agenten deutlich. Die Duma stimmte für das Gesetz, das Anfang Dezember 2022 in Kraft treten soll.
Künftig können alle Organisationen oder Einzelpersonen zu ausländischen Agenten erklärt werden, die aus dem Ausland unterstützt werden oder unter irgendeiner Form von „ausländischem Einfluss“ stehen. Im Februar 2023 wurde die russische Journalistin Maria Ponomarenko zu sechs Jahren Haft verurteilt, weil sie angeblich die russischen Streitkräfte diskreditiert habe. Sie war bereits im April 2022 verhaftet und in eine Psychiatrie eingewiesen worden. Zuvor hatte sie auf Telegram über die Kriegsverbrechen russischer Soldaten berichtet.
Am 25. Juni 2024 gab das Außenministerium der Russischen Föderation bekannt, als Vergeltungsmaßnahme für das Ende Mai 2024 von der Europäischen Union verhängte Verbot von vier als Propagandaorgane der Regierung betrachteten staatlich finanzierten russischen Medien (das Nachrichtenportal Voice of Europe, die Nachrichtenagentur RIA Novosti sowie die Zeitungen Iswestija und Rossijskaja gaseta) 81 Medien, die in Mitgliedsländern der EU erscheinen, auf russischem Gebiet zu blockieren.

## Beispiele
Zensur in Russland funktioniert indirekt: viele Medien stehen unter dem Einfluss kremlnaher Unternehmer. Ein russisches Gesetz beschränkt die Anteile an russischen Medien für ausländische Anteilseigner auf eine Obergrenze von 20 Prozent. Dies brachte eine Reihe unabhängige Medien in ernsthafte finanzielle Schwierigkeiten.
Die Tageszeitung „Rossijskaja gaseta“ („Russländische Zeitung“, Auflage von etwa 432.000 Exemplaren) steht direkt unter staatlicher Kontrolle. Sie ist ein Verlautbarungsblatt der Regierung und Russische Gesetze und Erlasse treten erst mit der Veröffentlichung in der „Russländischen Zeitung“ in Kraft. Der Verlagschef (derzeit Alexander Gorbenko) ist ein vom Moskauer Bürgermeister bestimmter Beamter für die „Arbeit mit Vertretern der Massenkommunikation“.
Die landesweit erscheinende Tageszeitung „Iswestija“ (Auflage von etwa 130.000 Exemplaren) ist eine der ältesten Tageszeitungen Russlands und gehört der Moskauer „Gazprom-Media“. Dieser wiederum ist Teil des mehrheitlich vom Staat kontrollierten und weltweit größten Erdgasförderunternehmen Gazprom.

## Unabhängige Medien

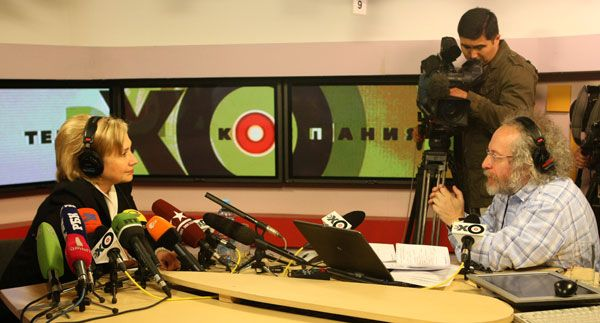
Chefredakteur Alexei Wenediktow im Interview mit US-Außenministerin Hillary Clinton im Oktober 2009

Einige wenige Medien galten bis zum Überfall auf die Ukraine als frei von regierungspolitischem Einfluss. Laut dem Meinungsforschungsinstitut Lewada erreichten sie jedoch nur 10 bis 15 Prozent der russischen Bevölkerung. Als einzige landesweite Zeitung zählte hierzu die Nowaja gaseta („Neue Zeitung“). Die Zeitung gehörte im Wesentlichen dem ehemaligen sowjetischen Präsidenten Michail Gorbatschow und dem Bankier Alexander Lebedew. Sie war im Ausland bekannter als in Russland selbst, da sie mit einer Auflage von unter 200.000 Exemplaren verhältnismäßig wenige Leser hatte. Am Radiosender Echo Moskwy war zwar Gazprom-Media mit 66 Prozent beteiligt, dennoch konnte er bis zum 1. März 2022 weitgehend unabhängig berichten. Der Umweltjournalist Grigori Pasko sagte 2007 in Bezug auf die Unabhängigkeit des Senders:

„Es wird Echo Moskwy erlaubt zu existieren. Damit die Regierung etwas vorweisen kann, wenn die Frage aufkommt, ob es in Russland unabhängige Medien gibt. Es gibt mit der Nowaja gaseta auch eine freie Zeitung. Aber es gibt keinen Fernsehsender, der wirklich kritisch berichtet. Das wäre auch zu viel des Guten, denn der Großteil der Bevölkerung wird über das Medium Fernsehen erreicht und manipuliert.“

## Exilmedien
Als Reaktion auf die Repressionen in Russland ging die ehemalige Chefredakteurin von Lenta.ru, Galina Timtschenko, 2014 ins Exil und gründete in Riga zusammen mit Iwan Kolpakow die russisch- und englischsprachige Internetzeitung Meduza. Sie wurde im Januar 2023 als „unerwünschte Organisation“ eingestuft. Bis zu ihrem Verbot im Jahr 2021 gab es mit The Insider eine auf investigative Recherchen spezialisierte russischsprachige Internetzeitung. Beiträge in deutscher Übersetzung erscheinen auf dem Portal dekoder.org.

## Urteil des Europäischen Menschenrechtsgerichtshofs
Der Europäische Gerichtshof für Menschenrechte verurteilte im Februar 2025 Russland wegen systematischer Einschränkung der Meinungsfreiheit seit Beginn des Angriffskriegs gegen die Ukraine Anfang 2022. Die russische Gesetzgebung zur Kriminalisierung von Kritik an diesem Krieg verstoße gegen die Europäische Menschenrechtskonvention. Durch die Schließung der Zeitung „Nowaja Gaseta“ und die Sperrung ihrer Webseiten habe Russland auch gegen Artikel 34 (Recht auf individuelle Beschwerde) verstoßen, da die russischen Behörden eine Anordnung des Gerichtshofs für Menschenrechte zum Erhalt der Zeitung ignoriert hätten.